# 基什瑙門
基什瑙门（法語：Kirschnaumen，发音：[kiʁʃnaumən]）是法国摩泽尔省的一个市镇，位于该省北部，属于蒂永维尔区。该市镇总面积19.93平方公里，2009年时的人口为466人。

## 人口
基什瑙门人口变化图示